# Црква Светог цара Лазара у Белотићу
Црква Светог цара Лазара - Посавотамнавска Лазарица се налази у Белотићу, насељеном месту на територији општине Владимирци, припада Епархији шабачкој Српске православне цркве. Градња црква је започета 1988. године и посвећена је свим косовским новомученицима, а првествено светом цару Лазару – Видовдану. Радови на изградњи, највише због неприлика у земљи, су завршени 2012. године и када је освећена од стране епископа шабачког Лаврентија и епископа ваљевског Милутина. 

## Градња цркве
За изградњу храма је поред народа парохије заслужно и братство манастира Каона па се ова црква назива и ћерком-црквом Каонског манастира. Ентузијазам код парохијана при градњи се огледа у чињеници да је за подизање храма од темеља до крова било потребно само 30 радних дана. Радове су водили Јеромонаси Милутин Кнежевић, данашњи епископ ваљевски и Арсеније Цветковић по пројекту архитекте професора др Предрага Ристића. Освећење темеља је извршио епископ шабачко-ваљевски Јован Велимировић. 
Архитектонско решење је пронађено у моравском стилу са примесама византијских решења на куполама и несвакидашње је за ово поднебље. Недалеко од места за храм  у далекој прошлости налазио се „молитвени грм”, посебно место где се народ окупљао и молио и који је вршио улогу цркве скоро два века. Парохију чине села Белотић, Пејиновић, Матијевац, Козарица и део Крнула.
Данас је простор који окружује храм уређен у етно стилу и заједно са храмом чини једну целину. 